# Federico Alberto Tinoco Granados
Federico Alberto Tinoco Granados (San José, Costa Rica, 21 de noviembre de 1868 - París, Francia, 7 de septiembre de 1931) fue un militar, político y dictador costarricense. Fue «jefe provisorio del Gobierno» de 27 de enero de 1917 al 11 de abril de 1917 y 21.º presidente de la República de  Costa Rica del 11 de abril de 1917 al 20 de agosto de 1919.

## Biografía
Nació en San José, Costa Rica, 21 de noviembre de 1868. Fue hijo de Federico Tinoco Iglesias y Guadalupe Granados Bonilla, y hermano mayor del general José Joaquín Tinoco. Se casó en San José el 5 de junio de 1898 con María  Fernández Le Cappellain, hija de Mauro Fernández Acuña y Ada Le Cappellain Agnew. No tuvieron hijos.
Realizó los estudios primarios en el Colegio Jesuita de Cartago, ingresando luego a la Academia Militar de Bryand, en Rosslin, Estados Unidos. Posteriormente ingresó al Ateneo de Bruselas, Bélgica, donde estudió cuatro años. En 1895 regresó al país para dedicarse a trabajar durante los siguientes catorce años en las fincas de café y caña, propiedad de su padre en  Juan Viñas.

### Primeros cargos públicos
Siguió la carrera militar y llegó a alcanzar el grado de general de brigada o brigadier. También intervino en política, en las filas del Partido Republicano. El 3 de mayo de 1902 participó en la insurrección que trató de impedir la llegada al poder de Ascensión Esquivel Ibarra. El movimiento fracasó pero el presidente Esquivel declaró amnistía general. En 1906, junto con Rudesindo Guardia Solórzano, hijo del general Tomás Guardia Gutiérrez, y Manuel Castro Quesada, lideraron un movimiento en contra del licenciado Cleto González Víquez, por lo cual fue arrestado y luego puesto en libertad. De 1908 a 1912 fue diputado por San José, siendo electo por el Partido Republicano. El 8 de mayo de 1914, al asumir el poder el licenciado Alfredo González Flores lo designa como Secretario de Guerra y Marina.

### Jefe Provisorio de la República (1917)
El 27 de enero de 1917 llevó a cabo un golpe militar que derrocó a González Flores y lo proclamó «jefe provisorio de la República». Convocó a elecciones para una Asamblea Constituyente y en abril de ese año, como candidato del Partido Peliquista, fue elegido presidente de Costa Rica.

### Presidente de la República (1917-1919)
El 8 de junio de 1917 Federico Tinoco Granados inició su período (1917-1923) como presidente constitucional. Su popularidad se disipó rápidamente, ya que su Gobierno se caracterizó por el carácter represivo y la constante violación de los derechos civiles y políticos, así como por el abuso en el manejo de los fondos públicos. Hubo varios levantamientos en su contra, que fueron reprimidos con dureza e incluso con el asesinato de varios de los líderes opositores.
Para congraciarse con el gobierno del presidente estadounidense Woodrow Wilson, ofreció entregar la Isla del Coco a los Estados Unidos, y permitirle a la marina estadounidense el establecimiento de una base naval y el uso de las aguas y puertos de Costa Rica. Estos ofrecimientos no fueron respondidos. Tampoco la suspensión de relaciones entre Costa Rica y Alemania y la declaratoria de guerra contra esta hicieron que Wilson variara su política.
A fines de febrero de 1918 estalló una rebelión armada contra Tinoco encabezada por el diputado Rogelio Fernández Güell. El movimiento fue duramente suprimido por el Gobierno, y Fernández Güell, junto con varios de sus compañeros, fue asesinado el 15 de marzo de 1918, cuando trataba de llegar a la frontera con Panamá con sus compañeros. Este magnicidio tuvo fuertes repercusiones en la opinión pública, que expresó por diversos medios su repudio por la actuación de las autoridades.
Presionado por el gobierno de Woodrow Wilson y enfrentado con una fuerte oposición interna, motines en la capital y actividades guerrilleras encabezadas por Julio Acosta García (quien al año siguiente se convertiría en el siguiente presidente) en la provincia de Guanacaste,
Tinoco decidió abandonar el poder y el 12 de agosto abandonó el país, después de firmar su renuncia, que fue aceptada por el Congreso el 20 de agosto de 1919. Poco antes se había presentado un proyecto de ley para ascenderlo al rango de general de división, pero no llegó a ser aprobado.
Su gobierno no dejó ninguna obra material de importancia y a su renuncia las finanzas públicas se hallaban en un estado lamentable. Su sucesor fue el general Juan Bautista Quirós.

### Exilio voluntario y fallecimiento
Federico Alberto Tinoco Granados partió a Francia con varios de sus parientes y allegados, y llevándose, a título de gastos de representación, cien mil dólares obtenidos a última hora de la sucursal costarricense del Royal Bank of Canada. Este hecho originó después para Costa Rica un enojoso litigio con la Gran Bretaña, el llamado caso Tinoco que fue resuelto mediante el Laudo Taft de 1923.
En 1920 el Congreso de Costa Rica dispuso que había lugar a formación de causa en su contra, por el delito de rebelión militar.
Después de viajar por Francia, España y Gran Bretaña, Tinoco se estableció en París con su esposa. En esa ciudad publicó en 1928 sus memorias, con el título de Páginas de ayer.

## Fallecimiento
Falleció en París, Francia, el 7 de septiembre de 1931 a los 62 años. Recién durante la presidencia Mario Echandi Jiménez, el 7 de noviembre de 1960 sus restos fueron repatriados a Costa Rica para ser inhumados en el Cementerio General de San José.

## El retrato de Tinoco

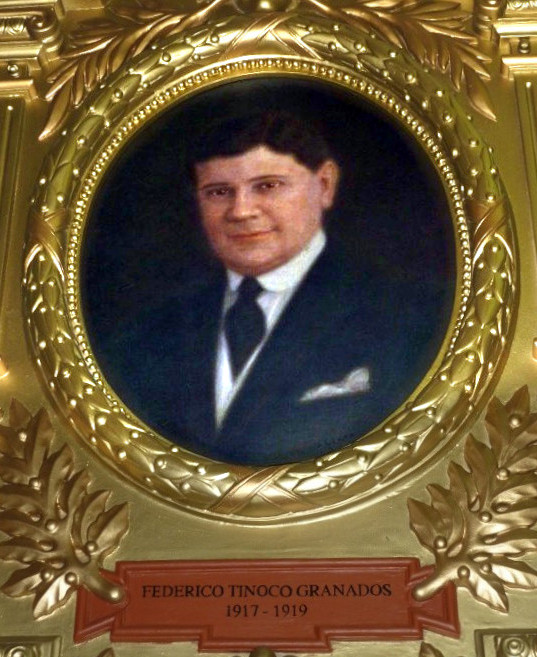
Actual retrato en la galería de jefes de Estado.

Una de las polémicas recientes en relación con Federico Alberto Tinoco Granados ha tenido que ver con la ausencia de su retrato en la galería de jefes de Estado y presidentes de la República que existe en la Asamblea Legislativa de Costa Rica. Esta galería fue iniciada en 1833, cuando se colocó el retrato del primer jefe de Estado Juan Mora Fernández, con la indicación, en la ley respectiva, de que ocupaba ese lugar el ciudadano Juan Mora por sus virtudes, y lo ocuparían en lo sucesivo quienes en el mismo cargo «se hagan dignos de él». La inmensa mayoría de los gobernantes de Costa Rica han sido considerados dignos de ocupar tal lugar, con la notoria excepción de Tinoco. En dos oportunidades, el asunto se ha puesto a votación y la Asamblea ha rechazado la posibilidad por abrumadora mayoría. En una oportunidad, pasando por alto esa doble votación negativa, uno de los presidentes de la Asamblea dispuso colocar el retrato en la galería. Con ocasión de lo anterior, en 1994, siendo presidente de la Asamblea Legislativa Alberto Cañas Escalante, mandó retirarlo de nuevo por no haberse dictado acuerdo del plenario que así lo autorizase. Esto fue motivo de varias protestas por parte de los familiares y descendientes de Federico Tinoco Granados.